# Honduras en los Juegos Olímpicos de Sídney 2000
Honduras estuvo representado en los Juegos Olímpicos de Sídney 2000 por un total de 20 deportistas, 18 hombres y 2 mujeres, que compitieron en 3 deportes.
El portador de la bandera en la ceremonia de apertura fue el nadador Alejandro Castellanos. El equipo olímpico hondureño no obtuvo ninguna medalla en estos Juegos.